# Bushido (rappare)

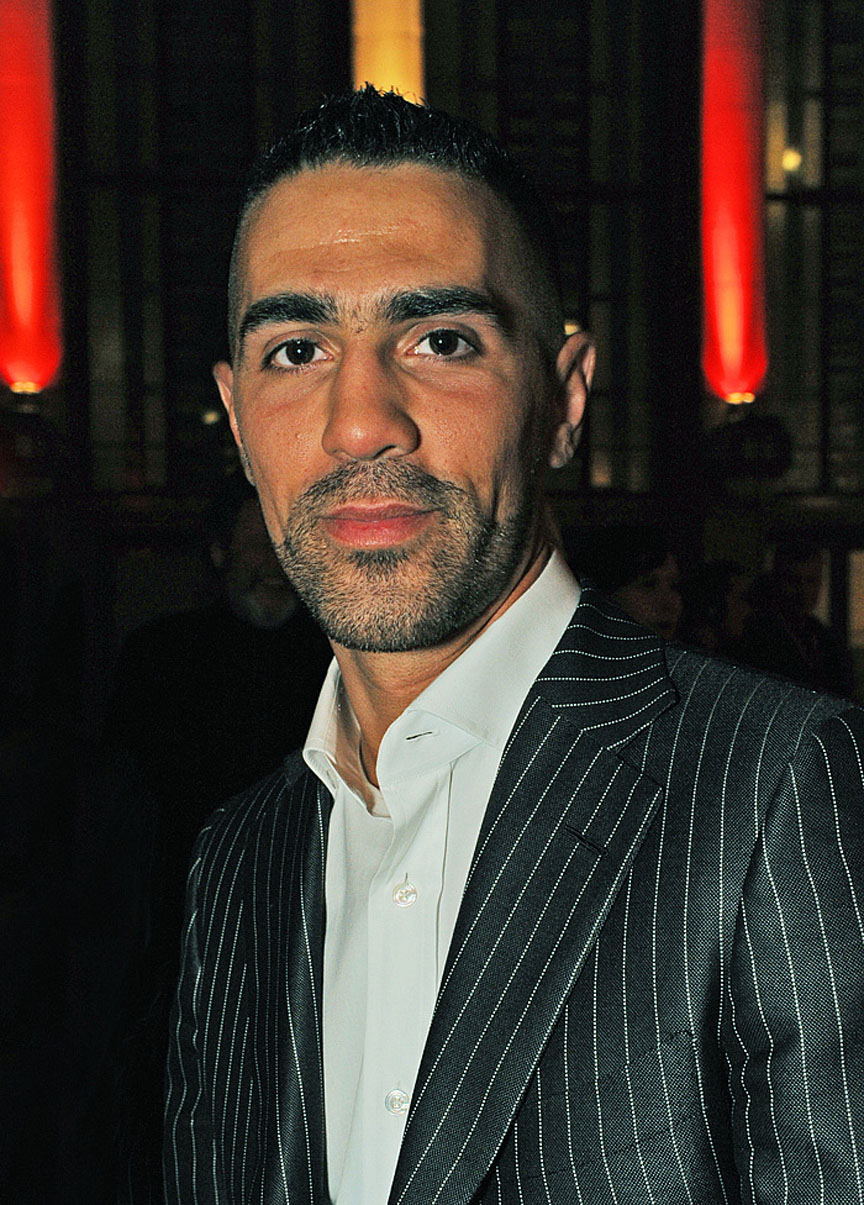
Bushido, 2010.

Anis Mohamed Youssef Ferchichi, mer känd under artistnamnet Bushido, född 28 september 1978 i Bonn, Västtyskland, är en tysk rappare. Han har även gått under artistnamnet Sonny Black. Bushido växte upp i Tempelhof i Berlins södra förorter och är känd för en Gangstarap-inspirerad musikstil. Han driver även skivbolaget ersguterjunge och är företagare i fastighetsbranschen.